# Carcassonne (trò chơi trên bàn)
Carcassonne là một trò chơi trên bàn phong cách Đức cho 2-5 người chơi, được Klaus-Jürgen Wrede thiết kế và xuất bản vào năm 2000 bởi Hans im Glück bằng tiếng Đức và Rio Grande Games (đến năm 2012) và Z-Man Games (hiện tại) bằng tiếng Anh. Trò chơi này đã giành giải Spiel des Jahres và Deutscher Spiele Preis năm 2001. Nó được đặt tên dựa theo thành trì thời Trung Cổ Carcassonne ở miền nam nước Pháp, nổi tiếng với bức tường bao quanh thành phố. Trò chơi đã sinh ra nhiều bản mở rộng và spin-off, và một số phiên bản trên máy tính, console và di động.